# Victor Hugo de Azevedo Coutinho

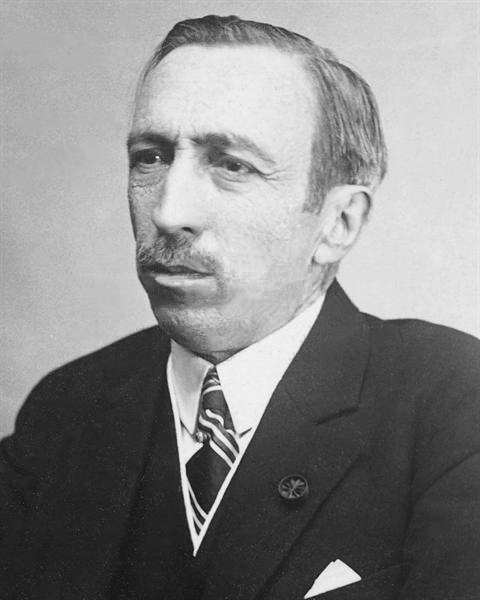
Victor Hugo de Azevedo Coutinho

Victor Hugo de Azevedo Coutinho (Macau, 12 november 1871 - Lissabon, 27 juni 1955) was een Portugees marineofficier, professor aan de Universiteit van Coimbra en aan de marineschool en politicus voor de Democratische Partij. Van 12 december 1914 tot en met 25 januari 1915 was hij tijdens de Eerste Portugese Republiek premier van zijn land.
Zijn regering kende amper politiek beduidende politici. De werkelijke politieke macht lag bij de voorzitter van de Democratische Partij, Afonso Costa, die de regering ondersteunde.
Wegens zijn voornaam (zoals de Franse schrijver Victor Hugo) en als toespeling op diens boek Les Misérables, wordt zijn regering ook wel "Les misérables van Victor Hugo" (in het Portugees: Os Miseráveis de Victor Hugo) genoemd. Nadat hij aftrad als premier werd hij nog enkele malen minister van Marine.  In 1923 werd hij benoemd tot hoge commissaris van Mozambique.
Tegen de alleenheerschappij van de Democratische Partij kwam er meer en meer weerstand vanuit conservatieve delen van de maatschappij en vooral vanuit het conservatieve deel van het officierskorps. Deze weerstand werd ondersteund door president Manuel de Arriaga, die hoewel lid van de Democratische Partij een machtsstrijd voerde met Afonso Costa. Op 25 januari 1915 kwam de regering Azevedo Coutinho ten val na een putsch van conservatieve militairen. Op 28 januari 1915 benoemde president de Arriaga de leider van de staatsgreep, generaal Joaquim Pimenta de Castro, tot de nieuwe premier van Portugal. Pimenta de Castro leidde een militaire regering, die de Portugese geschiedenis inging als de "Dictatuur van de Zwaarden". 
- Gemeinsame Normdatei: 1234925966
- International Standard Name Identifier: 0000 0000 6821 4487
- Virtual International Authority File: 100019226
- WorldCat: E39PBJfh9pwCGvM4x96KkCr8YP